# Польский огар
Польский огар (пол. ogar polski) — порода охотничьих собак, выведенная в Польше.

## История породы
Происхождение названия породы не совсем понятно, как, впрочем, и названия всех пород европейских собак в то время, полученных от собак Святого Губерта. Скрещивание этих собак в основном происходило с местными гончими, хотя они несомненно имеют крови гончих с Апеннинского полуострова, а в XVIII веке они скрещивались с фоксхаундами.
Первое упоминание об огарах в польской литературе можно найти в поэме Томаша Белявского «Добытчик», написанной в 1595 году. Также Миколай Рей в книге «Жизнь добродушного человека» (1568) упоминает этих собак. В 1608 году был опубликован первый научный трактат, посвящённый гончим, — «О гончих собаках и охоте с ними» графа Яна Остророга, выпущенный в полной версии в 1618 году под названием «Охота с гончими». На протяжении веков этот труд был ценным спутником охотника-гончатника. На основании сохранившегося материала можно сделать вывод, что собаки этого типа были известны с начала XIV по XVIII век и были очень популярны на территории Польши. Различные исторические потрясения, обнищание шляхты, которая во времена расцвета активно занималась охотой с гончими и их разведением, привело почти к полному исчезновению породы. Из-за многочисленных скрещиваний с другими породами, отсутствия племенного материала и плановой селекции почти не осталось чистокровных огаров.

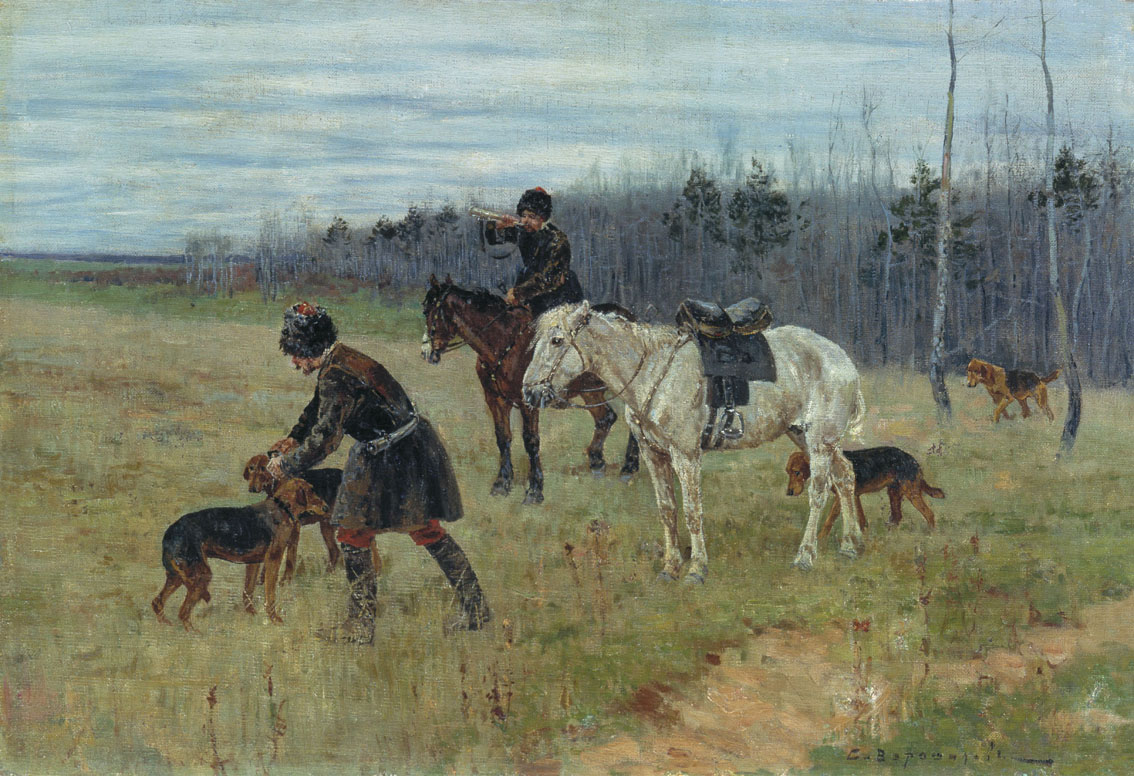
Охота с гончими-репродукция 1а

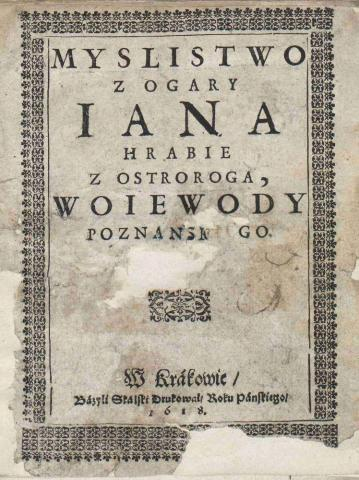
Jan Ostrorog Myslistwo z ogary

В 1959 году работу по реконструкции породы начал кинолог Пётр Картавик привёз трёх собак — Бурзана, Зорьку, Читу — и занялся восстановлением породы, организовав у себя на хуторе питомник «с Кресов». В 1964 году Иржи Дулевски разработал стандарт, зарегистрированный Международной кинологической федерацией 15 ноября 1966 года. В конце 1960-х годов трагически ушёл из жизни Петр Картавик, но поголовье, восстановленное им, активно применялось в охоте и использовалось в чистокровном разведении. В 1967 году было зарегистрировано 15 собак.

## Внешний вид
Собака среднего роста, сильной и компактной конструкции, с крепким костяком и массой, с пропорциональными ногами. Тип конструкции указывает на силу и выносливость, меньше степени на скорость. Голос во время гона чистый и доносчивый.
Голова довольно тяжёлая, прямоугольной, клиновидной формы. Череп равен длине морды. Переход ото лба к морде сильно выражен. Надбровные дуги хорошо развиты. Кожа на лбу в складках. Морда длинная. Челюсти сильные. Брыли толстые, отвислые. Мочка носа большая, широкая, чёрная. Глаза неглубоко посаженные, тёмно-коричневые, нижние веки опущены, у пожилых собак значительно. Уши довольно длинные. Низко посаженные. Свободно висящие, на концах слегка закругленные. Нижние части завитка по направлению к центру плотно прилегают к голове. Шея у основания значительной толщины, сильная, мускулистая, средней длины, со складками и подвесом.
Корпус несколько растянутый, массивный. Грудь широкая, глубокая, опущена до локтя. Рёбра выпуклые. Спина широкая, длинная, с хорошо развитой мускулатурой. Круп широкий, покатый. Живот подтянут незначительно с хорошо развитыми органами пищеварения. Конечности толстые, мускулистые. Лапы широкие с плотно собранными пальцами, с толстой кожей. При светлом окрасе лап — белые ногти, при жёлтом — чёрные. Хвост длинный, саблевидной формы, расположен довольно низко, толстый с густой шерстью, снизу без подвеса, чуть ниже скакательного сустава. При перемещении поднят не много вверх, но не закругляется. В спокойном состоянии свисает ниже уровня.
Шерсть средней длины, плотная. Подшёрсток густой, плотный. Окрас чепрачный или чёрный с подпалинами. Белый волос допускается на морде в виде стрелы с верхней части головы до носа, в виде пятен неправильной формы на груди, в нижней части конечностей лап и кончике хвоста.
Высота в холке кобелей — 56—65 см, сук — 55—60 см. Вес кобелей — 25—32 кг, сук — 20—26 кг.

## Темперамент и поведение
Польский огар является спокойной, уравновешенной, очень дружелюбной по отношению к человеку собакой и нуждаются в постоянном контакте с ним. Очень дружелюбны по отношению к детям, особенно суки. Польские огары — это собаки, не вызывающие проблем по отношению к людям и другим животным, но в то же время являются отличными сторожами — следят за своей территорией и немедленно сигнализируют лаем о присутствии непрошеного гостя, а рост и масса внушают уважение. Их темперамент и адаптация позволяет содержать их в городских условиях. В доме спокойны и даже ленивы, при этом не стремятся к активности, хотя, как каждая гончая, любят бегать, независимо от атмосферных условий. Рекомендуется содержание в вольерах.
Прежде всего это охотничья собака, характеризующаяся высокой степенью самостоятельности, и не рекомендуется для малоактивных и неопытных владельцев, потому, как любая гончая, она должна быть свободной на прогулке и достаточно далеко отходить от хозяина. У собаки нет склонности к бродяжничеству. Обладают отличным чувством ориентации и высокоразвитым чувством самостоятельности, поэтому очень важно развивать послушание с раннего возраста. Польский огар никогда не будет безоговорочно послушен. Тем не менее, эти собаки легко обучаются, особенно при положительной мотивации, подкреплённой лакомством. При дрессировке собаки важно сохранять спокойствие, потому что они очень чувствительны к тону голоса и очень легко различают положительную и отрицательную реакцию. Предпочтительно обучать в процессе игр, так как монотонное повторение команд может быть для них утомительным.

## Содержание и уход
Обладает отличным шёрстным покровом и может проживать и использоваться в любых климатических условиях. Это очень устойчивая к суровым условиям содержания собака и редко болеет.
Огар не требует специальной диеты, но собаки с повышенным аппетитом склонны к излишнему весу и их следует ограничивать в еде. Собаки, которые используются для охоты, должны питаться в соответствии с нагрузкой. Густая шерсть с подшёрстком не требует регулярного ухода и очень хорошо защищает от различных погодных условий. Во время линьки необходимо вычёсывать собаку. Больше внимания следует уделять висячим ушам, потому что недостаточная вентиляция слухового канала увеличивает риск воспаления. Необходимо регулярно проверять уши, и в случае тревожных симптомов, когда собака часто и без причин вращает головой, следует обратиться к ветеринару.
Продолжительность жизни — 12—13 лет.

## Использование
Польские огары, как и польские гончие используются для охоты на оленей, кабанов, зайцев и лисиц, отлично работают по кровяному следу для поиска подранков. Гонного зверя собаки преследуют голосом. Догнав кабана, стараются удержать его на месте, уворачиваются от нападения и облаивают зверя, за это время охотник имеет возможность приблизиться. Используются также как сторожевые собаки.
Голоса польских огаров сильные, мелодичные, звонкие. У сук голос намного выше по тональности. Во время гона зверя собаки азартны, вязки, редко теряют зверя благодаря отличному чутью, добычливы, хорошо и дружно работают в стае, обладают отличной ориентацией.